# Lithobius ellipticus
Lithobius ellipticus is een duizendpotensoort uit de familie der gewone duizendpoten (Lithobiidae). De wetenschappelijke naam van de soort is voor het eerst geldig gepubliceerd in 1939 door Takakuwa.